# Осечина (село)
Осечина је насељено место у Србији у општини Осечина у Колубарском управном округу. Према попсу из 2022. било је 584 становника.

## Демографија
У насељу Осечина (село) живи 795 пунолетних становника, а просечна старост становништва износи 46,0 година (45,4 код мушкараца и 46,5 код жена). У насељу има 316 домаћинстава, а просечан број чланова по домаћинству је 2,99.
Ово насеље је великим делом насељено Србима (према попису из 2002. године).
|  |

| Демографија | Демографија | Демографија |
| Година      | Становника  | Становника  |
| ----------- | ----------- | ----------- |
| 1948.       | 2.262       |             |
| 1953.       | 2.147       |             |
| 1961.       | 1.976       |             |
| 1971.       | 1.816       |             |
| 1981.       | 1.500       |             |
| 1991.       | 1.181       | 1.177       |
| 2002.       | 944         | 957         |
| 2011.       | 768         |             |

| Етнички састав према попису из 2002.‍ | Етнички састав према попису из 2002.‍ | Етнички састав према попису из 2002.‍ | Етнички састав према попису из 2002.‍ | Етнички састав према попису из 2002.‍ |
| ------------------------------------ | ------------------------------------ | ------------------------------------ | ------------------------------------ | ------------------------------------ |
|                                      |                                      |                                      |                                      |                                      |
| Срби                                 | Срби                                 |                                      | 927                                  | 98,19%                               |
| Роми                                 | Роми                                 |                                      | 14                                   | 1,48%                                |
| Украјинци                            | Украјинци                            |                                      | 1                                    | 0,10%                                |
| Руси                                 | Руси                                 |                                      | 1                                    | 0,10%                                |
| Југословени                          | Југословени                          |                                      | 1                                    | 0,10%                                |
| непознато                            | непознато                            |                                      | 0                                    | 0,0%                                 |

| Година пописа     | 1948. | 1953. | 1961. | 1971. | 1981. | 1991. | 2002. |
| ----------------- | ----- | ----- | ----- | ----- | ----- | ----- | ----- |
| Број домаћинстава | 351   | 344   | 380   | 391   | 374   | 349   | 316   |

| Број чланова      | 1  | 2  | 3  | 4  | 5  | 6  | 7 | 8 | 9 | 10 и више | Просек |
| ----------------- | -- | -- | -- | -- | -- | -- | - | - | - | --------- | ------ |
| Број домаћинстава | 67 | 95 | 50 | 35 | 34 | 23 | 9 | 2 | 0 | 1         | 2,99   |

| Пол    | Укупно | Неожењен/Неудата | Ожењен/Удата | Удовац/Удовица | Разведен/Разведена | Непознато |
| ------ | ------ | ---------------- | ------------ | -------------- | ------------------ | --------- |
| Мушки  | 416    | 119              | 253          | 34             | 9                  | 1         |
| Женски | 404    | 49               | 252          | 95             | 8                  | 0         |
| УКУПНО | 820    | 168              | 505          | 129            | 17                 | 1         |

| Пол    | Укупно                    | Пољопривреда, лов и шумарство | Рибарство                            | Вађење руде и камена | Прерађивачка индустрија       |
| ------ | ------------------------- | ----------------------------- | ------------------------------------ | -------------------- | ----------------------------- |
| Мушки  | 331                       | 258                           | 0                                    | 0                    | 41                            |
| Женски | 287                       | 259                           | 0                                    | 0                    | 9                             |
| УКУПНО | 618                       | 517                           | 0                                    | 0                    | 50                            |
| Пол    | Производња и снабдевање   | Грађевинарство                | Трговина                             | Хотели и ресторани   | Саобраћај, складиштење и везе |
| Мушки  | 3                         | 2                             | 6                                    | 3                    | 4                             |
| Женски | 0                         | 0                             | 8                                    | 2                    | 0                             |
| УКУПНО | 3                         | 2                             | 14                                   | 5                    | 4                             |
| Пол    | Финансијско посредовање   | Некретнине                    | Државна управа и одбрана             | Образовање           | Здравствени и социјални рад   |
| Мушки  | 0                         | 0                             | 5                                    | 0                    | 1                             |
| Женски | 0                         | 0                             | 0                                    | 0                    | 4                             |
| УКУПНО | 0                         | 0                             | 5                                    | 0                    | 5                             |
| Пол    | Остале услужне активности | Приватна домаћинства          | Екстериторијалне организације и тела | Непознато            | Непознато                     |
| Мушки  | 0                         | 0                             | 0                                    | 8                    | 8                             |
| Женски | 0                         | 0                             | 0                                    | 5                    | 5                             |
| УКУПНО | 0                         | 0                             | 0                                    | 13                   | 13                            |

## Галерија
- Осечина село - панорама
- Осечина село - панорама
- Осечина село - панорама
- Осечина село - панорама
- Осечина село - панорама
- Осечина село - панорама